# Morti nel 1048
| Questa pagina contiene informazioni ricavate automaticamente dalle voci biografiche con l'ausilio del template Bio e di un bot. L'aggiornamento è periodico e automatico e ricostruisce completamente la pagina. Se manca una persona in questa lista, sei pregato di non aggiungerla, ma accertati piuttosto che la sua voce biografica contenga il template Bio e che i dati anagrafici siano correttamente compilati. Se il template Bio manca, inseriscilo tu stesso o, in alternativa, metti l'avviso {{tmp\|Bio}} che ne segnala la mancanza. Se i dati riportati sono sbagliati, correggi direttamente la voce biografica; le modifiche saranno visibili in questa lista entro pochi giorni. Per chiarimenti vedi il progetto biografie. La lista contiene solo le 16 persone che sono citate nell'enciclopedia e per le quali è stato implementato correttamente il template Bio. Pagina aggiornata al 13 gen 2025. |

- 19 maggio - Stefano II di Troyes, conte
- 1º giugno - Minamoto no Yorinobu, militare giapponese (n. 968)
- 7 giugno - Bernone di Reichenau, abate e musicologo tedesco
- 9 agosto - Papa Damaso II, papa e vescovo tedesco
- 11 novembre - Adalberto di Lorena, conte
- 13 novembre - Eberardo, patriarca cattolico tedesco
- 13 dicembre - Al-Biruni, matematico, filosofo e scienziato persiano (n. 973)
- Abu Kalijar, principe persiano (n. 1010)
- Goffredo d'Angoulême, conte
- Helgaud, monaco cristiano, storico e biografo franco (n. 972)
- Niceforo I di Gerusalemme, vescovo ortodosso bizantino
- Poppone di Stablo, abate e santo belga (n. 978)
- Tietmaro di Sassonia, nobile tedesco
- Rainulfo II Trincanotte, cavaliere medievale normanno
- Ugo IV di Nordgau, nobile tedesco (n. 970)
- Wazone di Liegi, vescovo e teologo belga